# Sideroxylon saxorum
Sideroxylon saxorum är en tvåhjärtbladig växtart som beskrevs av Paul Lecomte. Sideroxylon saxorum ingår i släktet Sideroxylon och familjen Sapotaceae.

## Underarter
Arten delas in i följande underarter:
- S. s. collinum
- S. s. saxorum